# Cucullia thapsiphaga
Cucullia thapsiphaga är en fjärilsart som beskrevs av Treitschke 1826. Cucullia thapsiphaga ingår i släktet Cucullia och familjen nattflyn. Inga underarter finns listade i Catalogue of Life.